# Ведерфорд (Тексас)
Ведерфорд (енгл. Weatherford) град је у америчкој савезној држави Тексас. По попису становништва из 2010. у њему је живело 25.250 становника.

## Демографија
Према попису становништва из 2010. у граду је живело 25.250 становника, што је 6.250 (32,9%) становника више него 2000. године.
| Група             | 2000.          | 2010.          |
| Белци             | 16.241 (85,5%) | 20.494 (81,2%) |
| Афроамериканци    | 394 (2,1%)     | 605 (2,4%)     |
| Азијати           | 128 (0,7%)     | 225 (0,9%)     |
| Хиспаноамериканци | 1.943 (10,2%)  | 3.437 (13,6%)  |
| Укупно            | 19.000         | 25.250         |